# Bystre-Kanal

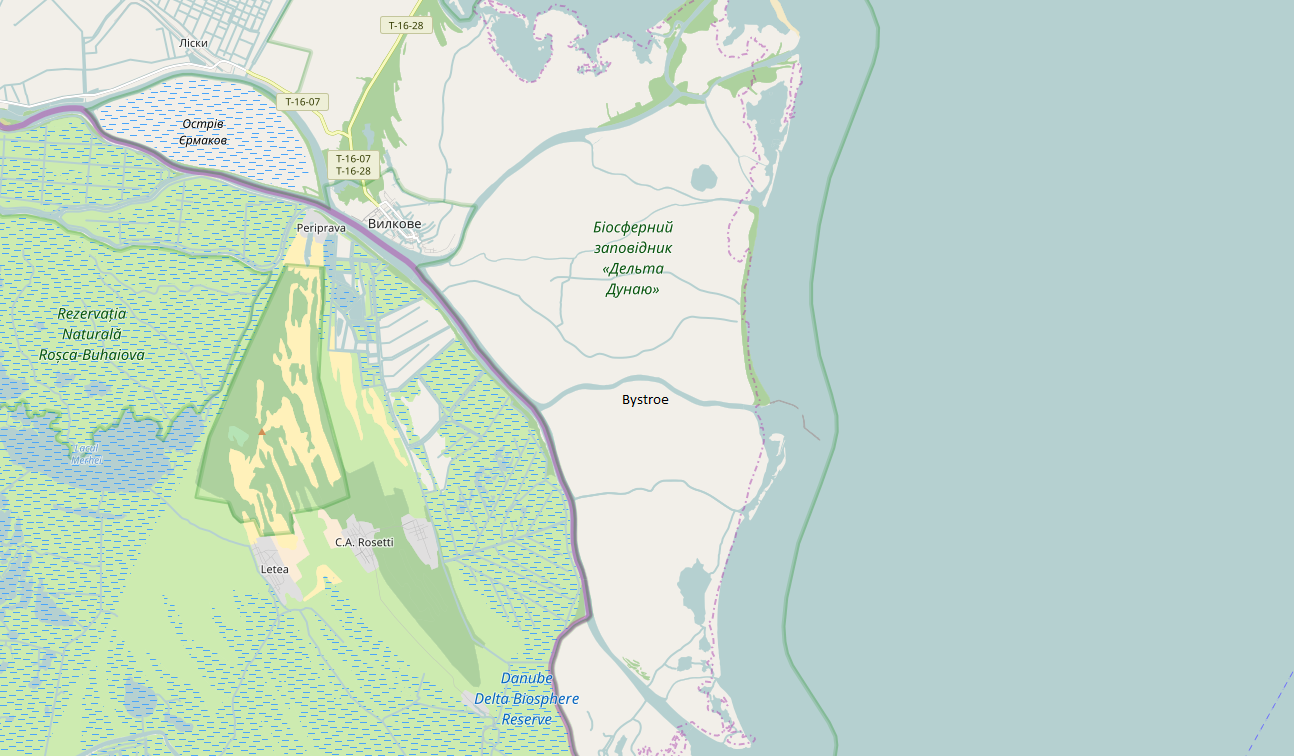
Karte des Donaudeltas, auf dem der Bystre-Kanal verzeichnet ist (mit Bystroe beschriftet)

Der Bystre-Kanal (alternative Schreibweise: Bystroje-Kanal, von ukrainisch бистрий/bystryj bzw. russisch быстро/bystro, „schnell“, rumänisch Canalul Bâstroe) ist ein zum Schifffahrtskanal ausgebauter Flussarm im nördlichen, ukrainischen Teil des Donaudeltas. Er verbindet die Donau mit dem Schwarzen Meer. Er ist eine Verzweigung des Kilijaarms und liegt zwischen dem „Wylkowe“-Arm und dem „Neuen Stambuler Deltaarm“.

## Geographische Lage
Der Bystre-Kanal beginnt etwa 7 km flussabwärts der kleinen Hafenstadt Wylkowe (russisch Вилково/Wylkowo) und führt etwa 9 km weit in östlicher Richtung bis zum Schwarzen Meer.

## Geschichte
Der Kanal, auf sowjetischen Karten eingetragen mit dem (russischen) Namen Новостамбульское гирло/Nowo Stambulskoje Gyrlo, „Neuer Stambuler Deltaarm“, war seit dem Jugoslawien-Krieg versandet. Um die Schwarzmeer-Häfen im ukrainischen Donaudelta wiederzubeleben, beauftragte die ukrainische Regierung ein Unternehmen mit Sitz in Hamburg, den etwas nördlicher liegenden Bystre-Deltaarm und nicht den bisher benutzten „Neuer Stambuler Deltaarm“ schiffbar zu machen.
Da er durch einen Teil des Naturreservoirs des Donaudeltas (UNESCO World Heritage und nach der Ramsar-Konvention, Gebiet Kyliiske Mouth) führt, wurden eine Senkung des Wasserspiegels und eine irreparable Schädigung der einzigartigen Flora und Fauna befürchtet. Die ukrainische Regierung hielt trotz diverser Proteste, unter anderem seitens der EU-Kommission wegen der befürchteten Auswirkungen auf das Ökosystem im nördlichen Donaudelta hieran fest. Sie äußerte, hinter den Vorwürfen stünden vor allem wirtschaftliche Interessen Rumäniens, da Rumänien bis dato (durch den Donau-Schwarzmeer-Kanal) eine Art Monopol auf den Schifffahrtsverkehr zum Schwarzen Meer habe, verbat sich die „Einmischung in innere Angelegenheiten“ und begann mit den Arbeiten. Außerdem hatte die Ukraine den südlichen Nachbarstaat nicht über die Bauabsicht informiert. Die Bauarbeiten begannen am 27. August 2004.
Die Kosten für den Bau der Wasserstraße betrugen mehr als 15 Millionen Euro.
Am 24. Februar 2022 begannen russische Streitkräfte auf Befehl von Staatspräsident Putin einen völkerrechtswidrigen Angriffskrieg auf die Ukraine. Sie blockierten monatelang ukrainische Häfen, aus denen bis dato das ganze Jahr über Mais, Weizen, Gerste und Ölsaaten exportiert worden waren. Häfen am Unterlauf der Donau und der rumänische Schwarzmeerhafen Constanța gewannen dadurch schlagartig an Bedeutung.
Die Ukraine vertiefte den Bystre-Kanal von 3,90 m auf 6,50 m, damit größere Schiffe ihn befahren können.